# レイモンド・フォード
レイモンド・フォード（Raymond Ford、1999年3月16日 - ）は、アメリカ合衆国のプロボクサー。ニュージャージー州カムデン出身。元WBA世界フェザー級王者。
レイ・フォードとも表記される。

## 来歴

### アマチュア時代
2018年5月、ナショナル・ゴールデン・グローブにバンタム級(56kg)で出場し、決勝でフェリックス・パリージャを判定で破り金メダルを獲得した。
2018年12月、全米選手権に57kg級で出場し、決勝でデューク・ラガンに敗れた。

### プロ時代

#### フェザー級
2019年3月15日、フィラデルフィアのリアコウラス・センターにてテヴィン・ファーマー対ジョノ・キャロルの前座でプロデビュー戦を行い、4回3-0の判定勝ち。
2021年8月14日、ブレントウッドのマッチルーム・ヘッドクォーターズにてジョシュア・ブアツィ対リチャーズ・ボロツィクスの前座でリース・ベロッティとWBAアメリカ大陸フェザー級王座決定戦を行い、3回39秒TKO勝ちを収め王座獲得に成功した。
2022年6月25日、サンアントニオのテック・ポート・アリーナにてジェシー・ロドリゲス対シーサケット・ソー・ルンヴィサイの前座でIBF北米フェザー級王者リチャード・メディナと対戦し、10回3-0の判定勝ちを収め3度目のWBAアメリカ大陸王座防衛およびIBF北米王座獲得に成功した。
2023年4月8日、サンアントニオのボーイング・センター・アット・テックポートにて元WBO世界スーパーバンタム級王者ヘスス・マグダレノと対戦し、12回3-0の判定勝ちを収めた。
2023年10月17日、WBA世界フェザー級王者リー・ウッドがスーパーフェザー級転向に伴い王座を返上したため、2024年3月2日にWBA世界フェザー級1位のオタベク・ホルマトフと2位のフォードによるWBA世界フェザー級王座決定戦が行われることが決定した。2023年11月、ホルマトフを擁するトップランク社とフォードを擁するマッチルーム・スポーツ・USAによる入札が行われ、トップランク社がマッチルーム・スポーツ・USAの提示額25万5555ドルを上回る31万7500ドルで落札し、報酬はホルマトフとフォード共に50%に当たる15万8750ドルとなった。
2024年3月2日、ニューヨーク州ヴェローナのターニング・ストーン・リゾート・アンド・カジノ内ターニング・ストーン・イベント・センターでWBA世界フェザー級1位のオタベク・ホルマトフとWBA世界フェザー級王座決定戦を行い、12回2分53秒TKO勝ちを収め王座獲得に成功した。
2024年6月1日、サウジアラビア・リヤドのキングダム・アリーナにてマッチルーム・スポーツとクイーンズベリー・プロモーションズによる5対5の対抗戦の次鋒戦でWBA世界フェザー級9位のニック・ボールと対戦するも、プロ初黒星となる12回1-2（115-113、113-115×2）の判定負けを喫し初防衛に失敗、王座から陥落した。

#### スーパーフェザー級
2024年11月9日、ペンシルベニア州フィラデルフィアのウェルズ・ファーゴ・センターでジャロン・エニス対カレン・チュカジャン第2戦の前座でWBA北米大陸スーパーフェザー級王者でWBA世界スーパーフェザー級11位のオルランド・ゴンザレスと対戦し、10回3-0（100-88×2、99-89）判定勝ちを収め王座を獲得した。

## 戦績
- プロボクシング：18戦 16勝 (8KO) 1敗 1分

| 戦           | 日付           | 勝敗 | 時間     | 内容    | 対戦相手                             | 国籍           | 備考                                                                           |
| ------------ | -------------- | ---- | -------- | ------- | ------------------------------------ | -------------- | ------------------------------------------------------------------------------ |
| 1            | 2019年3月15日  | ☆    | 4R       | 判定3-0 | ウィーシ・ジョンソン                 | アメリカ合衆国 | プロデビュー戦                                                                 |
| 2            | 2019年5月10日  | ☆    | 4R       | 判定3-0 | アレクサンドルス・ベルケンスベルグス | ラトビア       |                                                                                |
| 3            | 2019年6月29日  | ☆    | 1R 1:28  | KO      | イシドロ・フィゲロア                 | メキシコ       |                                                                                |
| 4            | 2019年9月13日  | ☆    | 4R       | 判定3-0 | ラファエル・カスティージョ           | アメリカ合衆国 |                                                                                |
| 5            | 2019年12月20日 | ☆    | 1R 1:41  | TKO     | フランシスコ・ムロ                   | アメリカ合衆国 |                                                                                |
| 6            | 2020年8月15日  | ☆    | 6R       | 判定3-0 | エリック・マンリケス                 | アメリカ合衆国 |                                                                                |
| 7            | 2020年11月7日  | ☆    | 3R 1:26  | TKO     | ラファエル・レイエス                 | メキシコ       |                                                                                |
| 8            | 2020年12月19日 | ☆    | 7R 1:29  | KO      | フアン・アントニオ・ロペス           | メキシコ       |                                                                                |
| 9            | 2021年3月13日  | △    | 8R       | 判定1-1 | アーロン・ペレス                     | アメリカ合衆国 |                                                                                |
| 10           | 2021年8月14日  | ☆    | 3R 0:39  | TKO     | リース・ベロッティ                   | イギリス       | WBAアメリカ大陸フェザー級王座決定戦                                            |
| 11           | 2021年11月27日 | ☆    | 8R 2:10  | TKO     | フェリックス・カラバロ               | アメリカ合衆国 | WBAアメリカ大陸防衛1                                                           |
| 12           | 2022年2月5日   | ☆    | 10R      | 判定2-1 | エドワード・バスケス                 | アメリカ合衆国 | WBAアメリカ大陸防衛2                                                           |
| 13           | 2022年6月25日  | ☆    | 10R      | 判定3-0 | リチャード・メディナ                 | アメリカ合衆国 | WBAアメリカ大陸・IBF北米フェザー級王座統一戦 WBAアメリカ大陸防衛3・IBF北米獲得 |
| 14           | 2022年11月12日 | ☆    | 8R 2:20  | KO      | サカリア・ルーカス                   | ナミビア       | WBAアメリカ大陸防衛4                                                           |
| 15           | 2023年4月8日   | ☆    | 12R      | 判定3-0 | ヘスス・マグダレノ                   | アメリカ合衆国 |                                                                                |
| 16           | 2024年3月2日   | ☆    | 12R 2:53 | TKO     | オタベク・ホルマトフ                 | ウズベキスタン | WBA世界フェザー級王座決定戦                                                    |
| 17           | 2024年6月1日   | ★    | 12R      | 判定1-2 | ニック・ボール                       | イギリス       | WBA陥落                                                                        |
| 18           | 2024年11月9日  | ☆    | 10R      | 判定3-0 | オルランド・ゴンサレス               | プエルトリコ   | WBA北米大陸スーパーフェザー級タイトルマッチ                                    |
| テンプレート |                |      |          |         |                                      |                |                                                                                |

## 獲得タイトル
- WBAアメリカ大陸フェザー級王座
- IBF北米フェザー級王座
- WBA世界フェザー級王座（防衛0）
- WBA北米大陸スーパーフェザー級王座